# Benz 12/30 PS
La Benz 12/30 PS era un'autovettura di fascia alta prodotta fra il 1913 ed il 1914 dalla Casa automobilistica tedesca Benz & Cie.

## Storia e caratteristiche
La 12/30 PS venne introdotta come versione leggermente più brillante del modello 10/30 PS, ma anche in sostituzione del più impegnativo (dal punto di vista fiscale) modello 16/35 PS. Questa vettura montava un quadricilindrico biblocco da 3 litri in grado di erogare 32.5 CV di potenza massima a 1800 giri/min.
Di seguito vengono mostrate le caratteristiche tecniche della 12/30 PS:
Propulsore
- motore: 4 cilindri biblocco in linea;
- alesaggio e corsa: 86x130 mm;
- cilindrata: 3020 cm³;
- distribuzione: un asse a camme laterale;
- valvole: laterali, disposte ad L;
- alimentazione: carburatore a getto;
- accensione: magnete e batteria (12 V);
- potenza massima: 32.5 CV a 1800 giri/min.

trasmissione
- tipo trasmissione: ad albero cardanico;
- trazione: posteriore;
- cambio: a 4 marce;
- frizione: a cono con guarnizione in cuoio.

Autotelaio
- telaio: in lamiera d'acciaio stampata;
- sospensioni: ad assale rigido con molle a balestra;
- freni: a ceppi sull'albero di trasmissione.

Prestazioni
- Velocità max: 70 km/h.

La 12/30 PS venne tolta di produzione nel 1914. Il suo posto sarebbe stato occupato immediatamente dal modello Benz 14/30 PS, già in listino da alcuni anni, simile nelle prestazioni alla 12/30 PS, ma con un motore più ricco di coppia motrice.